# St. Oswald bei Haslach
St. Oswald bei Haslach, Sankt Oswald bei Haslach – gmina w Austrii, w kraju związkowym Górna Austria, w powiecie Rohrbach. Liczy 517 mieszkańców (1 stycznia 2015).